# Limnophora argentifrontalis
Limnophora argentifrontalis är en tvåvingeart som beskrevs av Shinonaga 2005. Limnophora argentifrontalis ingår i släktet Limnophora och familjen husflugor. Inga underarter finns listade i Catalogue of Life.